# Dernish Island
Dernish Island är en ö i republiken Irland.   Den ligger i grevskapet Sligo och provinsen Connacht, i den norra delen av landet, 190 km nordväst om huvudstaden Dublin. Arean är 0,54 kvadratkilometer.
Terrängen på Dernish Island är platt. Öns högsta punkt är 24 meter över havet. Den sträcker sig 1,0 kilometer i nord-sydlig riktning, och 0,8 kilometer i öst-västlig riktning.  Trakten runt Dernish Island består i huvudsak av gräsmarker.